# Slank

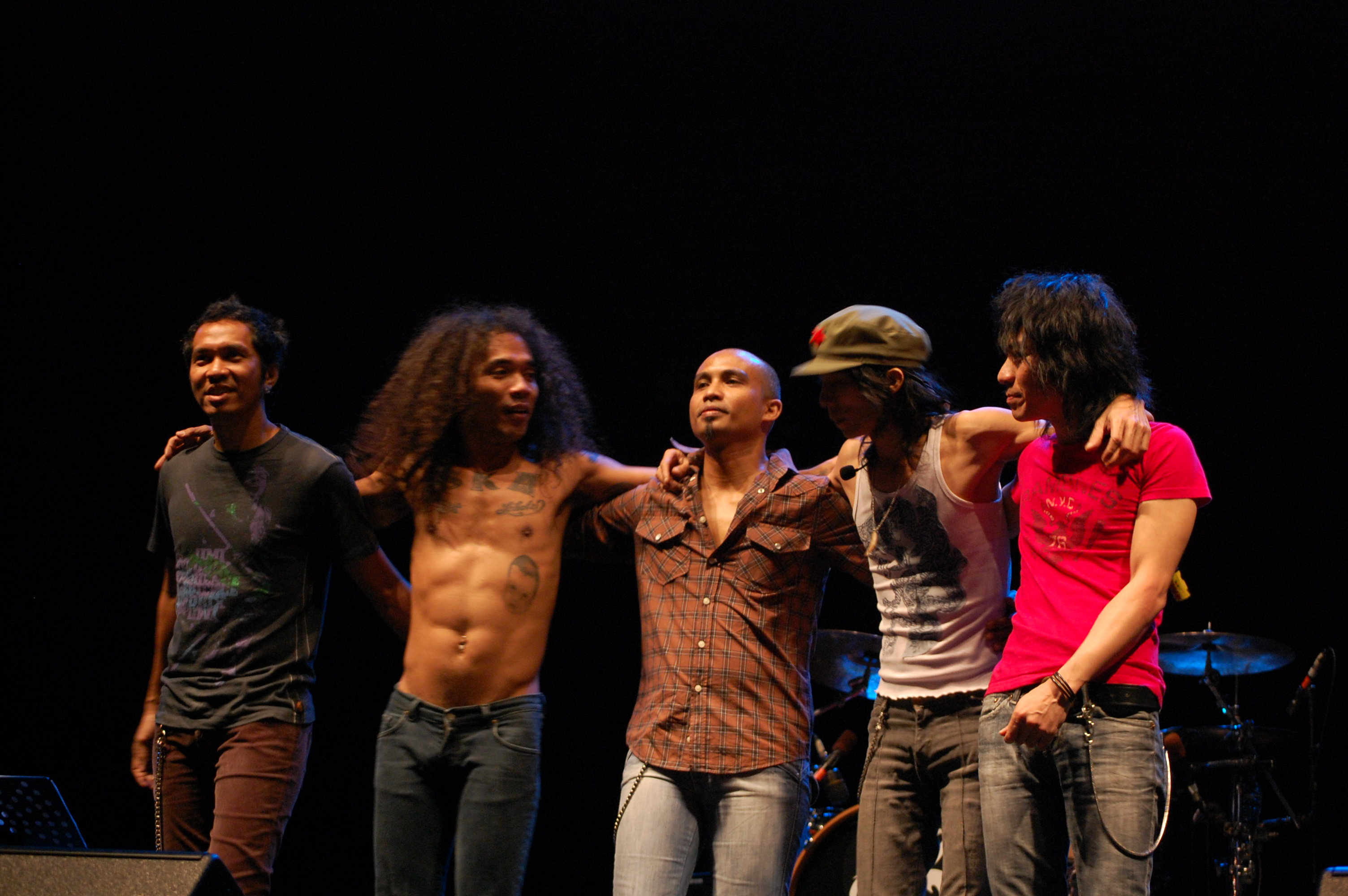
Slank en el Festival de Jazz de Java 2009.

Slank es una banda de rock de Indonesia. Fue creada en 1983 por algunos jóvenes en una pequeña calle en Yakarta, anteriormente la banda se llamada Potlot. Se han desempeñado en la música del género rock en todas partes hasta que tuvieron la oportunidad de grabar un álbum.
(ronde 1–3)

## Integrantes
- Bimo Setiawan Almachzumi (Bimbim)
- Akhadi Wira Satriaji (Kaka)
- Ivan Kurniawan Arifin (Ivanka)
- Abdee Negara (Abdee)
- Mohammad Ridwan Hafiedz (Ridho)

### Anteriores miembros
- Bongky Marcel (Bongky)
- Indra Chandra Setiadi (Indra)
- Parlin Burman (Pay)

## Discografía

### Álbum de estudio
1. Suit suit...hehehe 1990
2. Kampungan 1991
3. Piss 1993
4. Generasi Biru 1994
5. Minoritas 1996
6. Lagi Sedih 1997
7. Tujuh 1998
8. Mata Hati Reformasi 1998
9. 999 + 09, Vol. 1 1999 (double album)
 999 + 09, Vol. 2 1999
10. Virus 2001
11. Satu Satu 2003
12. Bajakan 2003
13. P.L.U.R 2004
14. Slankissme 2005
15. Slow But Sure 2007
16. The Big Hip 2008
17. Anthem For The Broken Hearted 2009
18. Jurus Tandur No.18 2010

### Álbum en vivo
1. Konser Piss 30 Kota 1998
2. Virus Road Show 2002
3. Slank - Road To Peace 2004

### Banda sonora en el cine
1. O.S.T. "Get Married" 2007
2. Original Soundtrack "Generasi Biru" The Movie 2009
3. O.S.T. "Get Married 2" 2009

### Álbum internacional
1. Since 1983 - Malaysian Edition 2006
2. Slank feat. Big Hip - Japan Edition 2008
3. Anthem For The Broken Hearted - USA Edition 2008